# Kai Hirano
Kai Hirano (平野 甲斐 Hirano Kai?), född 16 augusti 1987 i Shimane prefektur, är en japansk fotbollsspelare.
Hirano började sin karriär 2010 i Kataller Toyama. Efter Kataller Toyama spelade han för Buriram United FC, Cerezo Osaka, Army United FC och Lampang FC. Han avslutade karriären 2018.